# Miłochowo (stacja kolejowa)
Miłochowo (ros. Милохово) – stacja kolejowa w miejscowości Jarcewo, w rejonie jarcewskim, w obwodzie smoleńskim, w Rosji. Leży na linii Moskwa - Mińsk - Brześć.

## Historia
Przystanek powstał w czasach carskich na drodze żelaznej moskiewsko-brzeskiej pomiędzy stacjami Swiszczewo i Jarcewo. W XXI w. został przebudowany na stację